# Langues gurma
Les langues gurma sont un sous-groupe de la branche oti-volta des langues gour et sont parlées dans l’Est du Burkina Faso, dans le Nord du Ghana, au Togo, au Bénin et dans l’Ouest du Niger.
Les langues gurma sont :
- gourmantché ;
- konkomba ;
- miyobé (soruba) ;
- moba ;
- naténi ;
- ngangam (dye) ;
- ntcham (kasele, tobote);
- akaselem.